# La Malédiction du luminard
La malédiction du Luminard (The Curse of the Gloamglozer) est un roman fantastique britannique  de Paul Stewart et Chris Riddell, il a été publié en France en 2007. C’est le septième volume des  Chroniques du bout du monde et le premier de la  Trilogie de Quint"

## Résumé
Cette trilogie raconte la jeunesse de Quint. Seul fils encore vivant du pirate du ciel le Chacal des vents qui a perdu 5 de ses 6 enfants lors d'un incendie, il arrive avec son père dans la cité flottante de Sanctaphrax. Linius Pallitax, ami du Chacal des vents et Dignitaire suprême du Sanctaphrax les reçoit et propose à Quint de devenir son assistant. Quint n’est pas satisfait de la tournure des événements (il tient beaucoup à son père et ne souhaite pas s’en séparer). Maria, la fille de Linius n’est pas satisfaite non plus, elle estime que son père favorise Quint. Dans un premier temps, elle le déteste et commence à l’apprécier par la suite.
Plus tard, Linius demande à Quint de manœuvrer une cage du ciel  (un dispositif volant conçu pour explorer le ciel entre Sanctaphrax et Infraville). Le quint stoppe la cage à l’entrée d’un tunnel dans le Nid de Pierre et Linius y entre, interdisant à Quint de le suivre. Il revient plusieurs heures après en mauvais état, blessé et fatigué. La deuxième fois qu’ils se rendent au Nid de Pierre, curieux de savoir ce que fait Linius dans le rocher, Quint suit l’universitaire. Il découvre que Linius a trouvé l'ancienne entrée d'un laboratoire, d’un centre de recherche construit par les premiers universitaires de Sanctaphrax, le Laboratoire Ancien. Sur le chemin du retour, Quint est poursuivi par un monstre amorphe, la brasine rouge-sang. Lorsque Linius arrive, il est dans un état pire que jamais, l’oreille presque coupée et apparemment délirante.
Maria fait promettre à Quint de l’emmener dans le Nid de Pierre pour découvrir ce que son père y fait. Dans le ciel, sur le chemin qui mène la cage du ciel à l’entrée du tunnel, la chaîne reliant la cage volante à Sanctaphrax est coupée ; Maria et Quint échappent de peu à la mort et ils entrent dans le Nid de Pierre. Essayant d'arriver au Laboratoire, Maria et Quint sont attaqués par le même monstre que Quint. Ils sont sauvés de la créature par Ulmus Pétulans, le Haut-bibliothécaire de la Grande bibliothèque et ami de Linius.
Ulmus et Maria remontent à Sanctaphrax dans le but d’interroger Linius sur ses actions dans le Laboratoire Ancien. Linius commence à raconter que le Laboratoire Ancien a été utilisé pour créer la vie. Lui-même a essayé, mais a accidentellement créé un Luminard, un monstre protéiforme capable de ressembler à toutes les espèces de la Falaise, il se nourrit de la peur. Linius Pallitax a peur et enferme le Luminard dans le laboratoire.
Pendant ce temps, Quint essaye d’y pénétrer. Il se fait assommer par le Luminard et perd connaissance. Ulmus et Maria, de retour dans le nid de pierre, veulent arrêter le Luminard et sauver Quint, mais ils tombent de nouveau sur la brasine rouge sang. Ulmus reste derrière, pour combattre la créature, tandis que Maria se rend au laboratoire. Elle trouve Quint, ils sortent de la salle et trouvent Ulmus mort.
Le Luminard met le feu au palais de Linius pour le punir de l’avoir enfermé et s’enfuit dans la Lande. Gazouilli, le serviteur échanson sauve Linius des flammes.
À la fin du livre, Maria dit à Quint que Linius et le Professeur de Lumière lui avaient promis une place à l’Académie de Chevalerie.